# Plan Taquini
El Plan Taquini fue un proyecto propuesto por el médico e investigador universitario Alberto C.Taquini (hijo) en la Academia del Plata SJ en noviembre de 1968 para reestructurar la educación superior en Argentina, ante lo que se consideraba un desborde de la capacidad de las grandes universidades nacionales, como la Universidad de Buenos Aires, la Universidad Nacional de Córdoba, la Universidad Nacional de Cuyo, la Universidad Nacional de La Plata y la Universidad Nacional del Litoral y por la falta de universidades en el resto del país. Se extendió años después a las ciudades chicas con el proyecto de Colegios Universitarios.
El periodo histórico que se abre con el golpe de Estado de 1966 e instaura en el poder a la autodenominada "Revolución Argentina" es sumamente rico en lo que se refiere a políticas educativas. Específicamente, bajo el mandato de Alejandro Lanusse (1971-1973) se abre un proceso que resulta en la creación de 13 nuevas universidades nacionales, lo que reconfigure el sistema de educación superior en Argentina.

## Proyecto
Se planteó como una solución de los efectos demográficos que producía, obligando al desplazamiento de grandes masas de población juvenil a los principales centros urbanos; para ello, se buscaba promover nuevas universidades en el área metropolitana de Buenos Aires, y crear universidades en el interior del país; subsidiariamente, se quería estimular en cada región las investigaciones científicas y tecnológicas vinculadas con las problemáticas locales para descentralizar y enraizar el desarrollo. El efecto educativo fue modesto, y para algunos análisis posteriores han señalado que el desmembramiento de los centros educativos fue excesivo y desorganizado, reproduciendo las desigualdades regionales que se pretendió evitar al concentrar los mejores cuerpos docentes e investigadores en las instituciones más prestigiosas.
Sin embargo, la importancia de las Universidades del interior está mostrando su relevancia en la transformación local, dado que se retienen allí los mejores graduados de la escuela media y los cuerpos docentes se enriquecen progresivamente. También los presupuestos universitarios en ciudades medianas y chicas son impulsores de la redistribución del gasto público.
Por otra parte, otros estudios han destacado el aprovechamiento de este proyecto desde otra perspectiva basados en los informes de la Secretaría de Inteligencia del Estado y otros organismos de la inteligencia militar; en el marco del fuerte descontento social y la polarización política del estudiantado —un factor importante en el Cordobazo y otros movimientos de protesta emprendidos en Corrientes y Rosario, y una base importante de reclutamiento para la Juventud Peronista—, habían supuesto que el peligro provenía de la concentración y desarraigo de las ciudades universitarias, con barrios, pensiones y casas de estudiantes alejados de sus hogares. Para evitar las concentraciones e incrementar los controles familiares, las universidades de provincia disminuirían la agitación en los centros urbanos.

## Implementación
Este aporte sistematiza los documentos que dieron origen al Plan Taquini y el listado de las universidades nacionales en función de su fecha de creación.
La concreción del Plan Taquini implicó un adecuado ocupamiento en el territorio nacional de universidades.
La posterior propuesta de Taquini sobre los Colegios Universitarios habilitó la discusión de la unión de las universidades con los institutos terciarios, técnicos y docentes para que, integrando estos a la educación superior y diversificando sus actividades al convertirse en Colegios Universitarios se tenga una educación superior integrada.
Con esto el país contará de los ámbitos adecuados para las necesidades culturales del siglo XXI llegando a las ciudades chicas de todo el territorio nacional con las exigencias actuales para la formación del capital humano y del desarrollo científico.
La implementación inicial del Plan Taquini significó pasar, desde la creación de la Universidad Nacional de Río Cuarto el 1 de mayo de 1970, de 9 a 23 universidades nacionales en sólo 3 años.
El significado histórico de la implementación de este Plan de Creación de Nuevas Universidades significó para Taquini que: las nuevas universidades son para la Argentina en el siglo XXI lo que fue la ley 1.420 de escolaridad obligatoria para la generación de 1880 en función de la capacidad del sistema educativo para impulsar el capital humano y la innovación científico-tecnológica para la realización plena de la nación.
El desarrollo universitario y su integración con la educación superior no universitaria ha logrado disponer de un número de instituciones adecuado y bien distribuido en todo el territorio del país; sin embargo este aumento numérico no ha sido acompañado todavía por un apropiado aumento de la calidad institucional por lo que se hace necesario aumentar los niveles de calidad y exigencia para la capacitación profesional y un desarrollo sistemático de la investigación científica y tecnológica con el objeto de que el fruto de esto se inserte en las redes culturales de cada región o ciudad.

### Universidades creadas
- Universidad Nacional de Río Cuarto
- Universidad Nacional de Catamarca
- Universidad Nacional de Lomas de Zamora
- Universidad Nacional de Salta
- Universidad Nacional de Entre Ríos
- Universidad Nacional de Jujuy
- Universidad Nacional de La Pampa
- Universidad Nacional de Luján
- Universidad Nacional de Misiones
- Universidad Nacional de San Juan
- Universidad Nacional de San Luis
- Universidad Nacional de Santiago del Estero
- Universidad Nacional del Centro de la Provincia de Buenos Aires
- Universidad Nacional de Mar del Plata
- Universidad Nacional de la Patagonia San Juan Bosco